# Франц Шахнер
Франц Шахнер  (нім. Franz Schachner; нар. 20 липня 1950) — австрійський саночник, олімпійський медаліст.

## Виступи на Олімпіадах
| Олімпіада    | Дисципліна       | Місце |
| ------------ | ---------------- | ----- |
| Саппоро 1972 | одиночний розряд | 23    |
| Саппоро 1972 | змішані двійки   | 9T    |
| Інсбрук 1976 | змішані двійки   | 3     |